# Jeršanovo
Jeršanovo este o localitate din comuna Bloke, Slovenia, cu o populație de 24 de locuitori.